# Springerbach
Der Springerbach ist ein etwas über zwei Kilometer langer Bach im bayerischen Sandstein-Spessart und ein linker Zufluss des Mains im unterfränkischen Landkreis Miltenberg.

## Geographie

### Verlauf

#### Quellbereich

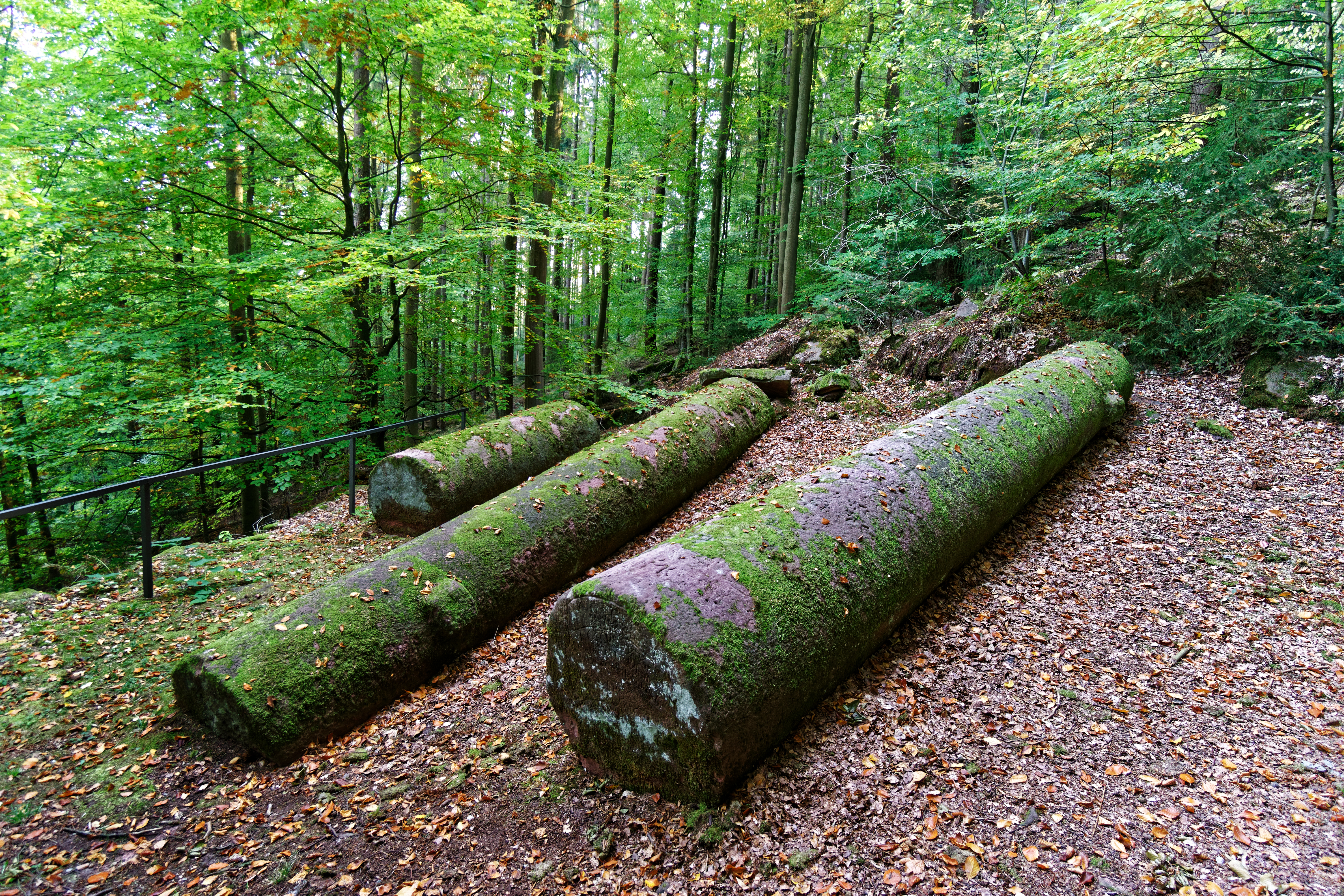
Die Heunensäulen

Der Springerbach entspringt in der Flur Obere Bullauer Berg Äcker auf einer Höhe von 170 m ü. NHN im Wertheim-Miltenberger Maintal auf dem Gebiet der Kreisstadt Miltenberg. Seine Quelle liegt in einem Landschaftsschutzgebiet innerhalb des Naturparks Bayerischer Odenwald, am Ostfuß des mit Mischwald bewachsenen Hainebergs, knapp 200 Meter östlich der am Hang verlaufenden Kreisstraße MIL 5. An diesem Osthang liegen auch die Heunensäulen, unvollendete Rundstützen aus lokalem Sandstein, die ursprünglich für den Wiederaufbau des 1009 abgebrannten Willigisdomes in Mainz bestimmt waren.
Sie tritt an einem sanft aus der Talebene des Mains ansteigenden Hang zutage, der überwiegend als Mähwiese genutzt wird, gut einen halben Kilometer westlich des diesseits der Mud gelegenen Miltenberger Stadtviertels Miltenberg-West. Etwa 0,9 Kilometer nördlich befindet sich die Marktgemeinde Kleinheubach, ungefähr ebenso weit im Süden das zu Miltenberg gehörende Kirchdorf Breitendiel. Um die Quelle herum liegt links mit etwas Abstand eine kleine Streuobstwiese, rechts schließt sich direkt eine Obstplantage an.
Geologisch dominieren am rechten Hang pleistozäne bis holozäne Rutschmassen, die ein heterogenes Gemisch aus Kies, Sand und Schluff sowie  tonigen und blockreichen Partien enthalten. Links hingegen treten pleistozäne Löss- oder Lösslehme auf, bestehend aus karbonatischem bis karbonatfreiem Schluff, teils feinsandig, teils tonig ausgeprägt. Im Talgrund überdecken kolluviale Ablagerungen fast flächendeckend den Untergrund; dort finden sich überwiegend pseudovergleyte bis vergleyte Kolluvisole aus Schluff- und Lehmböden, während an den Hängen vor allem Braunerde entwickelt ist.

#### Weiterer Verlauf
Der Springerbach fließt zunächst, begleitet von einem schmalen Pfad auf seiner rechten Seite, nordnordostwärts an einer Wiese am oberen Hangbereich entlang, in deren feuchter Mulde vor allem Seggen und Binsen gedeihen. Anschließend zieht er in offener Flur fast nordwärts, wobei links nur wenig ertragreiche Felder und Wiesen mit Obstbäumen liegen, während sich rechts hoch ertragreiche Obstbaumschulen anschließen. Sein bis etwa einen halben Meter breiter Lauf ist hier fast vollständig zugewachsen und wird von einem schmalen Gehölzstreifen aus Weiden, Haselsträuchern sowie dichtem Unterwuchs aus Brennnessel, Himbeere und gefleckter Taubnessel gesäumt. Er wendet sich nach Nordosten und läuft durch ein allmählich sich vertiefendes Gelände, das sich merklich ausweitet. Der Bach fließt dabei durch hoch bis sehr ertragreiches, meist mit Obstbäumen bepflanztes Land. Die Talfüllung besteht aus polygenetischen, pleistozänen bis holozänen Ablagerungen aus Lehm und Sand, teils auch mit kiesigen Anteilen.
Der Bach unterquert zunächst einen Wirtschaftsweg, auf dem ein Radwanderweg verläuft, und anschließend die B 469. Jenseits der Bundesstraße liegen in der Flur Untere Alberts Äcker die Reste einer frühgeschichtlichen Siedlung. Danach wird er von einer Hochspannungsleitung überspannt und fließt zunächst baumlos, danach begleitet von spärlichem Gehölz in der Flur Springgraben Äcker ostnordostwärts durch Gärten und Wiesen, gesäumt von einzelnen Gebäuden und Gehöften, die locker entlang des Bachlaufs stehen, gut 100 Meter nördlich der Bahnstrecke Seckach–Miltenberg entlang, die hier zugleich den Nordrand des Miltenberger Viertels Miltenberg-West markiert. Die Bahnstrecke, auch als Madonnenlandbahn bezeichnet, ist eine eingleisige, nicht elektrifizierte Nebenbahnlinie. Bei der Flur In der Selz, westlich der Rüdenauer Straße, wo eine historistische Villa von 1902 mit Walmdach und Spitzhelmturm sowie ein Nebengebäude aus der ersten Hälfte des 20. Jahrhunderts stehen, knickt er scharf nach rechts ab. In der Nähe erstreckte sich früher ein Kastellvicus, von dem oberirdisch jedoch keine Spuren mehr erhalten sind, sowie ein Kastellbad der römischen Kaiserzeit.
Nach etwa 50 Metern nimmt der Springerbach wieder seine ursprüngliche Laufrichtung nach Ostnordosten auf und quert kurz hintereinander die Rüdenauer Straße sowie die Kreisstraße MIL 4, die dort den Namen Kleinhaubacher Straße trägt. Anschließend tritt er an die Oberfläche, durchfließt kurz die Flur In der Altstadt, wo er links von Feldern und rechts von Wiesen gesäumt wird, und unterquert danach die Trasse der Bahnstrecke Miltenberg West–Wertheim sowie den Altstadtweg, auf dem der Main-Radweg verläuft. Knapp 200 Meter südöstlich lag das Kastell Miltenberg-Altstadt, ein römisches Kohortenkastell aus der Zeit des Prinzipats. Seine Besatzung war mit Sicherungs- und Überwachungsaufgaben am südlichen Ende des Mainlimes sowie am nördlichen Beginn des Vorderen Limes, eines Abschnitts des Obergermanisch-Raetischen Limes, betraut. Stark begradigt zieht sich der Bach in der Flur Steinert durch Grünland und an landwirtschaftlichen Betrieben vorbei, kreuzt eine Zufahrtsstraße und anschließend einen Waldweg, auf dem der unterfränkische Limesweg verläuft. Anschließend läuft er rund 180 Meter durch eine Obstbaumschule, aus der ihm zwei Entwässerungsgräben zufließen.

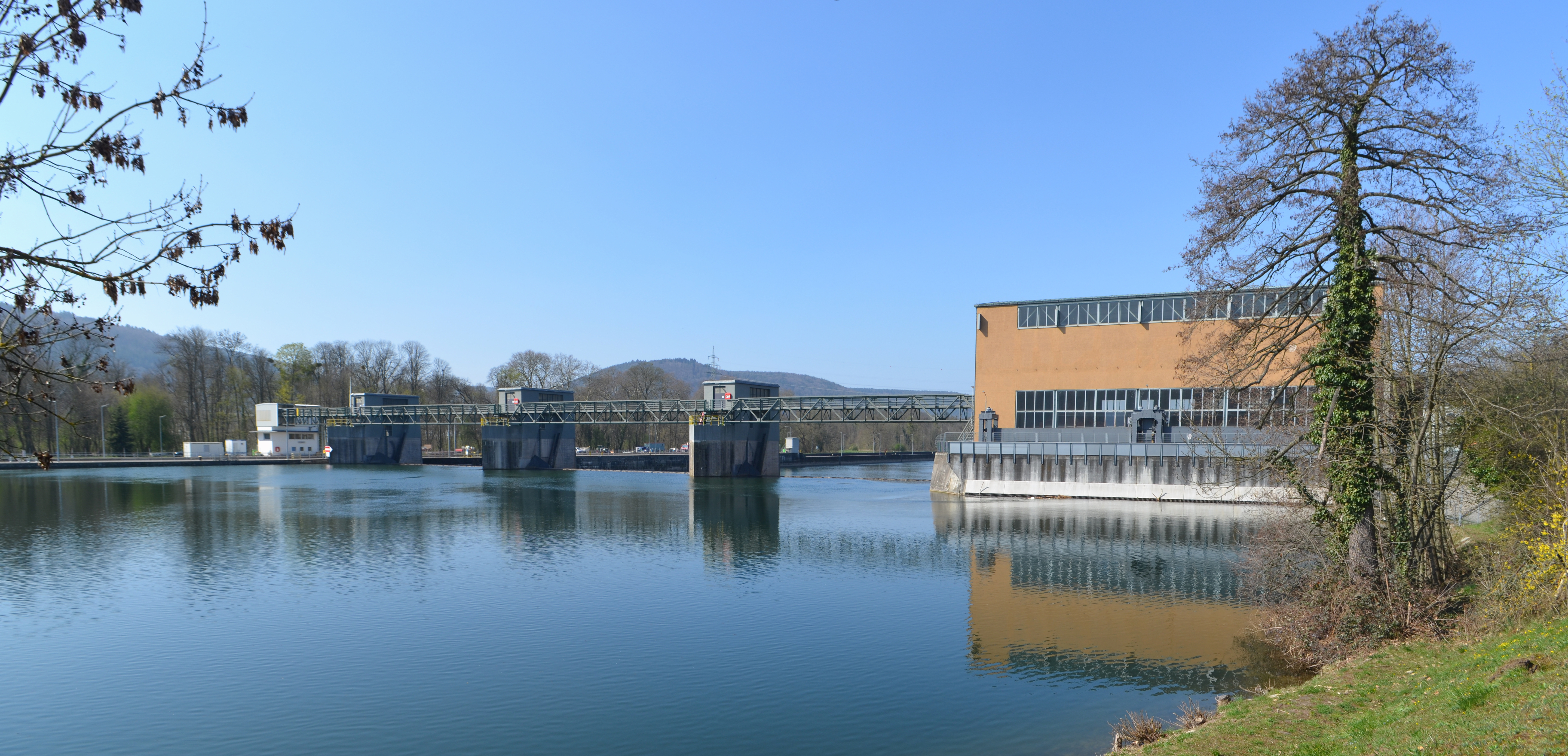
Die Staustufe Heubach mit Kraftwerk (Blick von Süden)

Etwa zehn Meter bevor der Springerbach den Main erreicht, biegt er etwas oberhalb der Staustufe Heubach rechtwinklig nach links ab. Dort nimmt er das Wasser eines rund 250 Meter langen Laufgrabens auf, dessen nordwestliche Fließrichtung er anschließend übernimmt. Parallel zum Main läuft er begradigt und mit Steinen eingefasst, etwa 200 Meter lang, gesäumt von dichtem Ufergehölz, das westlich an eine Obstplantage grenzt, ehe er die Staustufe erreicht. Die zwischen 1929 und 1932 errichtete Staustufe Heubach besteht aus einer 300 Meter langen und 12 Meter breiten Kammerschleuse mit Vorhäfen, einer separaten Bootsschleuse, einem dreifeldrigen Walzenwehr sowie einem auf der Großheubacher Seite gelegenen Kraftwerk mit zwei Kaplan-Turbinen.
Er beschreibt nun einen weiten Bogen durch den südlichen Teil des Parks von Schloss Löwenstein, das zwischen 1721 und 1732 errichtet wurde. In einem rund 120 Meter breiten Streifen durchzieht er eine noch parkartig gestaltete Fläche mit Rasen, Wegen und einem dichten, artenreichen Gehölzsaum aus Kastanien, Ahornen, Linden, Platanen, Robinien und Buchen. Dabei grenzt der Parkstreifen zunächst westlich an Äcker, anschließend an die Kläranlage des Abwasserzweckverbands Main-Mud Miltenberg, während sich auf der gegenüberliegenden Seite das befestigte Mainufer mit angrenzender Zufahrtsstraße befindet.

#### Mündung
Der Springerbach unterquert die Zufahrtsstraße, wechselt dabei von Miltenberger auf Kleinheubacher Gemarkung und mündet schließlich südöstlich von Kleinheubach auf einer Höhe von 123 m ü. NHN von links in den dort zuletzt aus Südosten heranströmenden Main. Sein etwa 2,1 Kilometer langer Lauf endet damit rund 47 Höhenmeter unterhalb seiner Quelle, was einem mittleren Sohlgefälle von etwa 22 ‰ entspricht.
Die Mündung liegt rund 300 Meter unterhalb der Staustufe Heubach und knapp 400 Meter oberhalb der Heubachbrücke, einer 1974 erbauten Beton-Kastenträgerbrücke, die Großheubach mit Kleinheubach verbindet.

### Einzugsgebiet
Das 1,86 km² große Einzugsgebiet des Springerbachs liegt im  Wertheim-Miltenberger Maintal und entwässert über den Main und den Rhein in die Nordsee.
Es grenzt
- im Südosten an das Einzugsgebiet der Mud direkt, die in den Main mündet;
- im Südwesten und Westen an das des Ohrenbachsl, der in die Mud mündet;
- im Nordwesten an das Einzugsgebiet des Rüdenauer Bachs und an das des Kriegsgrabens, die beide ebenfalls in den Main münden und
- ansonsten an das des Mains direkt.

Der Bereich westlich der Quelle ist bewaldet; ansonsten dominieren landwirtschaftlich genutzte Flächen, ergänzt durch kleinere Siedlungs- und Verkehrsflächen. Der höchste Punkt liegt am Osthang des Bullauer Bergs mit einer Höhe von 433 m ü. NHN im Südwesten.